# Àtropos o Les Parques
Àtropos, Les parques o El destí és una de les pintures negres que formaren part de la decoració dels murs de la casa, anomenada la “Quinta del Sordo”, que Francisco de Goya adquirí el 1819. Aquesta obra ocupava probablement la paret esquerra de la planta alta segons s'accedia a aquesta planta, juntament amb Duel a garrotades”.
El quadre, juntament amb la resta de les «pintures negres» va ser traslladat d'arrebossada a llenç el 1873 per Salvador Martínez Cubells, per encàrrec de Frédéric Émile d'Erlanger, un banquer belga, que tenia intenció de vendre'ls en l'Exposició Universal de París de 1878. No obstant això, les obres no van atraure compradors i ell mateix les donà, el 1876, al Museu del Prado, on actualment s'exposen.

## Anàlisi
Es tracta d'una revisió del tema mitològic de les dees de la destinació, les parques, encapçalades per Àtropos, dea de l'inexorable, que porta unes tisores per a tallar el fil; Cloto, amb la seua troca (que Goya substitueix per un ninot o nounat, probable al·legoria de la vida) i Laquesis, la filadora, que en aquesta representació mira a través d'una lent o en un espill i simbolitza el temps, ja que era la que amidava la longitud del bri. A les tres figures femenines suspeses en l'aire, se n'afig una quarta de front i amb les mans a l'esquena —potser lligada de mans— que podria ser un home. Si és certa aquesta interpretació, les parques estarien decidint la destinació de l'home les mans lligades del qual no poden oposar-se al seu fat.
Com en totes les pintures Negres, la gamma cromàtica es redueix molt, però en aquesta pintura especialment a ocres i negres. Tot això reforça l'ambient nocturn i irreal (com correspon al món del mite) d'aquesta obra. El quadre és un exponent de les característiques que el segle xx ha considerat com a precursores de l'expressionisme pictòric.